# Joseph Lux (Schauspieler)

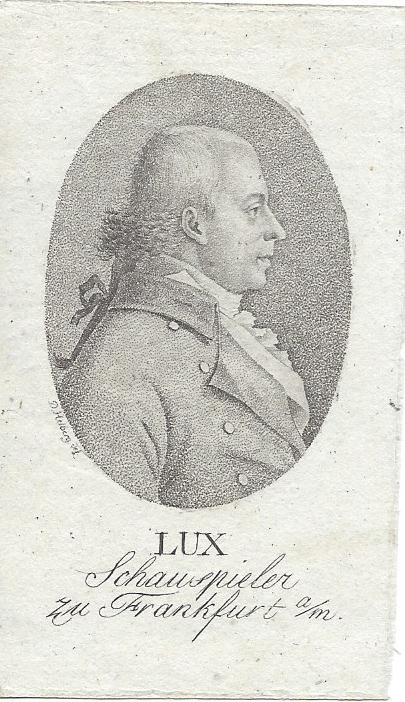
Joseph Lux, Punktierstich von D. Helberg

Joseph Lux (* Januar 1757 in Glatz, Schlesien; † 9. Mai 1818 in Frankfurt am Main) war ein deutscher Schauspieler und Opernsänger (Bass), der insbesondere in komischen Rollen auftrat.

## Leben
Joseph Lux war zuerst ab 1783/84 bei der Wandertruppe von Johann Heinrich Böhm engagiert. 1786 wechselte er zu Gustav Friedrich Großmann, der sich zu dieser Zeit mit dem Theaterunternehmer Christian Wilhelm Klos verbunden hatte und die Städte Köln, Düsseldorf und Bonn bespielte. Musikdirektor der Truppe war August Burgmüller. Aus dem bedeutenden Ensemble, das zuletzt in Aachen spielte, ging das Bonner Nationaltheater hervor, das von Kurfürst Maximilian Franz mit 15000 Reichstalern jährlich subventioniert und am 3. Januar 1789 eröffnet wurde. Lux nahm hier bald eine zentrale Position ein. Am 2. Oktober 1789 erhielt er auch eine Anstellung als Hofmusikant. Vorübergehend, bis zum Februar 1790, gehörte zum Bonner Theater auch Heinrich Vohs.
Lux kam durch seine Tätigkeit in engen Kontakt zu dem jungen Ludwig van Beethoven und begleitete diesen und die anderen Mitglieder der Hofkapelle auf der denkwürdigen Reise, die der Hof im September und Oktober 1791 nach Mergentheim unternahm. Beethovens Jugendfreund Franz Gerhard Wegeler berichtet:

„Diese Reise übrigens, welche das ganze Orchester in zwei Jachten den Rhein und Main hinauf in der schönsten Jahreszeit machte, war für Beethoven eine fruchtbare Quelle der schönsten Bilder in der Erinnerung geworden. Bei den Rollen, welche der zum großen König erwählte Sänger und bekannte Komiker Lux austheilte, wurden Beethoven und Bernhard Romberg zu Küchenjungen ernannt und als solche in Dienst gesetzt. Das Diplom seiner weitern Beförderung, welches Beethoven erhielt, datirt: auf der Höhe von Rüdisheim, wird man wohl noch in seiner Verlassenschaft gefunden haben; wenigstens habe ich es noch im Jahr 1796 bei ihm im besten Verwahrsam gesehen. Ein großes, im Deckel einer Schachtel in Pech abgedrucktes Siegel, durch einige aufgetrennte Fäden eines Schiffseils befestigt, gab diesem Diplom ein gar ehrenfestes Ansehen.“

Beethoven komponierte für Lux wahrscheinlich die beiden 1790 entstandenen komischen Arien für Bass und Orchester Prüfung des Küssens WoO 89 und Mit Mädeln sich vertragen WoO 90.
Am 7. Juli 1792 gab Lux sein Debüt in Frankfurt am Main, wo ihn Goethe hörte. Er charakterisierte ihn als eine „gedrängte gut gebildete Mittelgestalt“ und einen Schauspieler, der „weiß, seine Kleider und Gebärden nach den Rollen zu motivieren“. Lux gehörte auch in Frankfurt bald zu den beliebtesten Schauspielern, wie ein Bericht aus Frankfurt vermeldet:

„Hr. Lux verdiente wohl, wenn ich über das hiesige Theater im Allgemeinen schriebe, mit am ersten bemerkt zu werden. Da aber sein Hauptverdienst in seinem vortreflichen, wahren, ächtkomischen Spiele besteht, so kann ich ihn hier nur flüchtig berühren. Gewiss ist es indessen, dass ich nie so viele originelle Laune in den Gränzen der Natur und des Anstandes gesehen habe, als bey ihm. Sein Kapellmeister im Korsar, Rinnfeld in den gebesserten Eigensinngen, und Filz im Knicker, sind Meisterstücke komischer Darstellung.“

Lux blieb der Frankfurter Bühne bis zu seinem Tod verbunden.